# Campionati mondiali di sci alpino 2007
I Campionati mondiali di sci alpino 2007 si svolsero in Svezia, a Åre, dal 3 al 18 febbraio. Il programma incluse gare di discesa libera, supergigante, slalom gigante, slalom speciale e supercombinata, tutte sia maschili sia femminili, e una gara a squadre mista.

## Assegnazione e impianti

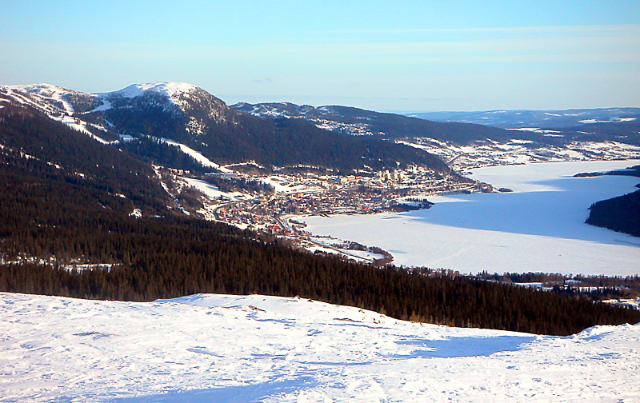
Åre

La località svedese fu scelta quale sede della manifestazione dalla FIS nel 2002; le altre candidate in lizza erano Val-d'Isère e Lillehammer. Åre ospitò per la seconda volta i Mondiali, dopo l'edizione del 1954.
Le gare maschili e quella a squadre si disputarono sulla pista Olympia, quelle femminili sulla Gästrappet.

## Risultati

### Uomini

#### Discesa libera
| Pos. | Atleta                 | Nazione     | Tempo   |
| ---- | ---------------------- | ----------- | ------- |
| 1    | Aksel Lund Svindal     | Norvegia    | 1:44,68 |
| 2    | Jan Hudec              | Canada      | 1:45,40 |
| 3    | Patrik Järbyn          | Svezia      | 1:45,65 |
| 4    | Erik Guay              | Canada      | 1:45,67 |
| 5    | Ambrosi Hoffmann       | Svizzera    | 1:45,68 |
| 6    | Didier Cuche           | Svizzera    | 1:45,69 |
| 7    | Bode Miller            | Stati Uniti | 1:45,95 |
| 8    | Mario Scheiber         | Austria     | 1:45,99 |
| 9    | Manuel Osborne-Paradis | Canada      | 1:46,11 |
| 10   | Didier Défago          | Svizzera    | 1:46,12 |

Data: 11 febbraio

Ore: 10.00 (UTC+1)

Pista: Olympia

Partenza: 1 240 m s.l.m.

Arrivo: 396 m s.l.m.

Lunghezza: 2 922 m

Dislivello: 844 m

Porte: 35

Tracciatore: Helmuth Schmalzl (FIS)

#### Supergigante
| Pos. | Atleta             | Nazione       | Tempo   |
| ---- | ------------------ | ------------- | ------- |
| 1    | Patrick Staudacher | Italia        | 1:14,30 |
| 2    | Fritz Strobl       | Austria       | 1:14,62 |
| 3    | Bruno Kernen       | Svizzera      | 1:14,92 |
| 4    | Didier Cuche       | Svizzera      | 1:14,93 |
| 4    | Christoph Gruber   | Austria       | 1:14,93 |
| 6    | Erik Guay          | Canada        | 1:14,95 |
| 7    | Jan Hudec          | Canada        | 1:14,96 |
| 7    | Hermann Maier      | Austria       | 1:14,96 |
| 9    | François Bourque   | Canada        | 1:14,97 |
| 10   | Marco Büchel       | Liechtenstein | 1:14,99 |

Data: 6 febbraio

Ore: 10.00 (UTC+1)

Pista: Olympia

Partenza: 929 m s.l.m.

Arrivo: 396 m s.l.m.

Lunghezza: 1 820 m

Dislivello: 533 m

Porte: 36

Tracciatore: Hans Flatscher (Svizzera)

#### Slalom gigante
| Pos. | Atleta             | Nazione       | Tempo   |
| ---- | ------------------ | ------------- | ------- |
| 1    | Aksel Lund Svindal | Norvegia      | 2:19,64 |
| 2    | Daniel Albrecht    | Svizzera      | 2:20,12 |
| 3    | Didier Cuche       | Svizzera      | 2:20,56 |
| 4    | Ted Ligety         | Stati Uniti   | 2:20,63 |
| 5    | Alberto Schieppati | Italia        | 2:20,72 |
| 6    | Truls Ove Karlsen  | Norvegia      | 2:21,00 |
| 7    | Kalle Palander     | Finlandia     | 2:21,09 |
| 7    | Jean-Philippe Roy  | Canada        | 2:21,09 |
| 9    | Mitja Valenčič     | Slovenia      | 2:21,11 |
| 10   | Marco Büchel       | Liechtenstein | 2:21,26 |

Data: 14 febbraio

1ª manche:

Ore: 10.00 (UTC+1)

Pista: Olympia

Partenza: 812 m s.l.m.

Arrivo: 396 m s.l.m.

Dislivello: 416 m

Porte: 50

Tracciatore: Alois Prenn (Svezia)

2ª manche:

Ore: 13.00 (UTC+1)

Pista: Olympia

Partenza: 812 m s.l.m.

Arrivo: 396 m s.l.m.

Dislivello: 416 m

Porte: 49

Tracciatore: Mike Morin (Stati Uniti)

#### Slalom speciale
| Pos. | Atleta               | Nazione  | Tempo   |
| ---- | -------------------- | -------- | ------- |
| 1    | Mario Matt           | Austria  | 1:57,33 |
| 2    | Manfred Mölgg        | Italia   | 1:59,14 |
| 3    | Jean-Baptiste Grange | Francia  | 1:59,54 |
| 4    | Benjamin Raich       | Austria  | 1:59,57 |
| 5    | Manfred Pranger      | Austria  | 1:59,82 |
| 6    | Michael Janyk        | Canada   | 1:59,98 |
| 7    | Truls Ove Karlsen    | Norvegia | 2:00,20 |
| 8    | Hans Petter Buraas   | Norvegia | 2:00,78 |
| 9    | Patrick Biggs        | Canada   | 2:01,44 |
| 10   | Lars Elton Myhre     | Norvegia | 2:01,56 |

Data: 17 febbraio

1ª manche:

Ore: 10.00 (UTC+1)

Pista: Olympia

Partenza: 615 m s.l.m.

Arrivo: 396 m s.l.m.

Dislivello: 219 m

Porte: 71

Tracciatore: Mika Gustafsson (Svezia)

2ª manche:

Ore: 13.00 (UTC+1)

Pista: Olympia

Partenza: 615 m s.l.m.

Arrivo: 396 m s.l.m.

Dislivello: 219 m

Porte: 70

Tracciatore: Claudio Ravetto (Italia)

#### Supercombinata
| Pos. | Atleta             | Nazione     | Tempo   |
| ---- | ------------------ | ----------- | ------- |
| 1    | Daniel Albrecht    | Svizzera    | 2:28,99 |
| 2    | Benjamin Raich     | Austria     | 2:29,07 |
| 3    | Marc Berthod       | Svizzera    | 2:29,23 |
| 4    | Didier Défago      | Svizzera    | 2:29,50 |
| 5    | Aksel Lund Svindal | Norvegia    | 2:29,59 |
| 6    | Bode Miller        | Stati Uniti | 2:29,97 |
| 7    | Romed Baumann      | Austria     | 2:29,98 |
| 8    | Silvan Zurbriggen  | Svizzera    | 2:30,01 |
| 9    | Steven Nyman       | Stati Uniti | 2:30,18 |
| 10   | Ondřej Bank        | Rep. Ceca   | 2:30,21 |

Data: 8 febbraio

1ª manche:

Ore: 12.30 (UTC+1)

Pista: Olympia

Partenza: 1 152 m s.l.m.

Arrivo: 396 m s.l.m.

Lunghezza: 2 880 m

Dislivello: 756 m

Porte: 34

Tracciatore: Helmuth Schmalzl (FIS)

2ª manche:

Ore: 16.00 (UTC+1)

Pista: Olympia

Partenza: 615 m s.l.m.

Arrivo: 396 m s.l.m.

Dislivello: 219 m

Porte: 

Tracciatore: Rainer Gstrein (Austria)

### Donne

#### Discesa libera
| Pos. | Atleta           | Nazione     | Tempo   |
| ---- | ---------------- | ----------- | ------- |
| 1    | Anja Pärson      | Svezia      | 1:26,89 |
| 2    | Lindsey Vonn     | Stati Uniti | 1:27,29 |
| 3    | Nicole Hosp      | Austria     | 1:27,37 |
| 4    | Nadia Styger     | Svizzera    | 1:27,82 |
| 5    | Dominique Gisin  | Svizzera    | 1:27,88 |
| 6    | Nike Bent        | Svezia      | 1:27,93 |
| 7    | Renate Götschl   | Austria     | 1:27,94 |
| 8    | Ingrid Jacquemod | Francia     | 1:27,95 |
| 9    | Maria Riesch     | Germania    | 1:27,98 |
| 10   | Julia Mancuso    | Stati Uniti | 1:28,09 |

Data: 11 febbraio

Ore: 12.30 (UTC+1)

Pista: WM Strecke

Partenza: 1 055 m s.l.m.

Arrivo: 396 m s.l.m.

Lunghezza: 2 240 m

Dislivello: 659 m

Porte: 35

Tracciatore: Jan Tischhauser (FIS)

#### Supergigante
| Pos. | Atleta                | Nazione     | Tempo   |
| ---- | --------------------- | ----------- | ------- |
| 1    | Anja Pärson           | Svezia      | 1:18,85 |
| 2    | Lindsey Vonn          | Stati Uniti | 1:19,17 |
| 3    | Renate Götschl        | Austria     | 1:19,38 |
| 4    | Nicole Hosp           | Austria     | 1:19,44 |
| 4    | Britt Janyk           | Canada      | 1:19,44 |
| 6    | Julia Mancuso         | Stati Uniti | 1:19,63 |
| 7    | Nadia Styger          | Austria     | 1:19,65 |
| 8    | Alexandra Meissnitzer | Austria     | 1:19,97 |
| 9    | Libby Ludlow          | Stati Uniti | 1:20,08 |
| 10   | Maria Riesch          | Germania    | 1:20,18 |

Data: 6 febbraio

Ore: 12.30 (UTC+1)

Pista: WM Strecke

Partenza: 971 m s.l.m.

Arrivo: 396 m s.l.m.

Lunghezza: 1 829 m

Dislivello: 575 m

Porte: 39

Tracciatore: Jürgen Graller (Austria)

#### Slalom gigante
| Pos. | Atleta                | Nazione     | Tempo   |
| ---- | --------------------- | ----------- | ------- |
| 1    | Nicole Hosp           | Austria     | 2:31,72 |
| 2    | Maria Pietilä Holmner | Svezia      | 2:32,57 |
| 3    | Denise Karbon         | Italia      | 2:32,69 |
| 4    | Michaela Kirchgasser  | Austria     | 2:32,87 |
| 5    | Julia Mancuso         | Stati Uniti | 2:32,96 |
| 6    | Kathrin Hölzl         | Germania    | 2:33,02 |
| 7    | Anna Ottosson         | Svezia      | 2:33,05 |
| 8    | Viktoria Rebensburg   | Germania    | 2:33,27 |
| 9    | Kathrin Zettel        | Austria     | 2:33,30 |
| 10   | Geneviève Simard      | Canada      | 2:33,34 |

Data: 13 febbraio

1ª manche:

Ore: 17.00 (UTC+1)

Pista: Gästrappet

Partenza: 796 m s.l.m.

Arrivo: 400 m s.l.m.

Dislivello: 416 m

Porte: 46

Tracciatore: Anders Pärson (Svezia)

2ª manche:

Ore: 20.00 (UTC+1)

Pista: Gästrappet

Partenza: 796 m s.l.m.

Arrivo: 400 m s.l.m.

Dislivello: 416 m

Porte: 54

Tracciatore: Michael Bont (Finlandia)

#### Slalom speciale
| Pos. | Atleta               | Nazione     | Tempo   |
| ---- | -------------------- | ----------- | ------- |
| 1    | Šárka Záhrobská      | Rep. Ceca   | 1:43,91 |
| 2    | Marlies Schild       | Austria     | 1:44,02 |
| 3    | Anja Pärson          | Svezia      | 1:44,07 |
| 4    | Ana Jelušić          | Croazia     | 1:44,41 |
| 5    | Kathrin Zettel       | Austria     | 1:44,73 |
| 6    | Monika Bergmann      | Germania    | 1:44,81 |
| 7    | Therese Borssén      | Svezia      | 1:44,82 |
| 8    | Resi Stiegler        | Stati Uniti | 1:44,98 |
| 9    | Michaela Kirchgasser | Austria     | 1:45,53 |
| 10   | Nina Løseth          | Norvegia    | 1:46,06 |

Data: 17 febbraio

1ª manche:

Ore: 10.00 (UTC+1)

Pista: Gästrappet

Partenza: 615 m s.l.m.

Arrivo: 396 m s.l.m.

Dislivello: 219 m

Porte: 71

Tracciatore: Mika Gustafsson (Svezia)

2ª manche:

Ore: 13.00 (UTC+1)

Pista: Gästrappet

Partenza: 615 m s.l.m.

Arrivo: 396 m s.l.m.

Dislivello: 219 m

Porte: 70

Tracciatore: Claudio Ravetto (Italia)

#### Supercombinata
| Pos. | Atleta            | Nazione     | Tempo   |
| ---- | ----------------- | ----------- | ------- |
| 1    | Anja Pärson       | Svezia      | 1:57,69 |
| 2    | Julia Mancuso     | Stati Uniti | 1:58,50 |
| 3    | Marlies Schild    | Austria     | 1:58,54 |
| 4    | Šárka Záhrobská   | Rep. Ceca   | 1:58,74 |
| 5    | Kathrin Zettel    | Austria     | 1:59,60 |
| 6    | Nicole Hosp       | Austria     | 1:59,91 |
| 7    | Maria Riesch      | Germania    | 2:00,02 |
| 8    | Nike Bent         | Svezia      | 2:00,15 |
| 9    | Veronika Zuzulová | Slovacchia  | 2:00,74 |
| 10   | Emily Brydon      | Canada      | 2:00,86 |

Data: 9 febbraio

1ª manche:

Ore: 12.30 (UTC+1)

Pista: WM Strecke

Partenza: 971 m s.l.m.

Arrivo: 396 m s.l.m.

Lunghezza: 1 903 m

Dislivello: 575 m

Porte: 28

Tracciatore: Jan Tischhauser (FIS)

2ª manche:

Ore: 16.00 (UTC+1)

Pista: Gästrappet

Partenza: 567 m s.l.m.

Arrivo: 396 m s.l.m.

Dislivello: 171 m

Porte: 

Tracciatore: Petr Záhrobský (Rep. Ceca)

### Gara a squadre
| Pos. | Nazione   | Atleti | Punti |
| ---- | --------- | --- | ----- |
| 1    | Austria   | Renate Götschl Michaela Kirchgasser Mario Matt Benjamin Raich Marlies Schild Fritz Strobl                        | 18    |
| 2    | Svezia    | Jens Byggmark Patrik Järbyn Markus Larsson Hans Olsson Anna Ottosson Anja Pärson                                 | 33    |
| 3    | Svizzera  | Daniel Albrecht Marc Berthod Sandra Gini Rabea Grand Nadia Styger Fabienne Suter                                 | 39    |
| 4    | Finlandia | Tuukka Kaukoniemi Sanni Leinonen Kalle Palander Jouni Pellinen Tanja Poutiainen Marcus Sandell                   | 49    |
| 5    | Canada    | François Bourque Emily Brydon Britt Janyk Michael Janyk John Kucera Shona Rubens                                 | 51    |
| 5    | Francia   | Anne-Sophie Barthet Pierrick Bourgeat Florine de Leymarie Antoine Dénériaz Jean-Baptiste Grange Ingrid Jacquemod | 51    |
| 7    | Germania  | Monika Bergmann Petra Haltmayr Stephan Keppler Felix Neureuther Maria Riesch Alois Vogl                          | 54    |
| 8    | Italia    | Massimiliano Blardone Chiara Costazza Christof Innerhofer Daniela Merighetti Patrick Thaler                      | 55    |
| 9    | Rep. Ceca | Ondřej Bank Lucie Hrstková Kryštof Krýzl Filip Trejbal Petra Zakouřilová                                         | 57    |
| 10   | Slovenia  | Mitja Dragšič Aleš Gorza Tina Maze Petra Robnik Bernard Vajdič Mitja Valenčič                                    | 58    |

Data: 18 febbraio

1ª manche:

Ore: 10.00 (UTC+1)

Pista: Olympia

Partenza: 1 268 m s.l.m.

Arrivo: 812 m s.l.m.

Lunghezza: 1 308 m

Dislivello: 416 m

Porte: 33

Tracciatore: Karl H. Plattner (Canada)

2ª manche:

Ore: 13.00 (UTC+1)

Pista: Olympia

Partenza: 615 m s.l.m.

Arrivo: 396 m s.l.m.

Dislivello: 219 m

Porte: 

Tracciatore: Martin Eriksson (Svezia)

## Medagliere per nazioni
| Pos. | Nazione     | Oro | Argento | Bronzo | Totale |
| ---- | ----------- | --- | ------- | ------ | ------ |
| 1    | Austria     | 3   | 3       | 3      | 9      |
| 2    | Svezia      | 3   | 2       | 2      | 7      |
| 3    | Norvegia    | 2   | 0       | 0      | 2      |
| 4    | Svizzera    | 1   | 1       | 4      | 6      |
| 5    | Italia      | 1   | 1       | 1      | 3      |
| 6    | Rep. Ceca   | 1   | 0       | 0      | 1      |
| 7    | Stati Uniti | 0   | 3       | 0      | 3      |
| 8    | Canada      | 0   | 1       | 0      | 1      |
| 9    | Francia     | 0   | 0       | 1      | 1      |